# Torre KXTV/KOVR
La Torre KXTV/KOVR (también conocida como Sacramento Joint Venture Tower o  KXTV/KOVR Tower) es una torre de comunicaciones atirantada de 625 metros situada en Walnut Grove, California, en Estados Unidos.
Construida en 2000, es la estructura más alta de California, el tercer mástil atirantado más alto del mundo (en 2001) y la séptima estructura más alta de la historia si se incluyen el mástil de radio destruido de Varsovia, el Burj Khalifa de Dubai, la Shanghai Tower de Shanghai y el Tokyo Sky Tree de Tokio.
Las antenas omnidireccionales de transmisión de televisión de la torre transmiten las señales de radiodifusión por aire (OTA) del canal 10 (virtual y de transmisión) de KXTV-TV y de los canales 13 (virtual) y 25 (de transmisión) de KOVR-TV. Las coordenadas geográficas del emplazamiento, una zona rural baja a unos 37 km al sur-suroeste de Sacramento y 40 km al norte-noroeste de Stockton, son 38°14′23″N 121°30′06″.
En las inmediaciones de la torre KXTV/KOVR hay dos torres de altura similar, la del canal 40 y la del canal 6 de KVIE-TV y la del canal 3-Hearst-Argyle, que forman una impresionante "granja" de antenas en el lado este del río Sacramento y al oeste de la autopista interestatal 5, que puede verse fácilmente a kilómetros de distancia en todas direcciones.
Las antenas de estas torres dan servicio a emisoras que emiten programas para los telespectadores de la zona de mercado designada (DMA) de Sacramento/Stockton/Modesto, en el Valle Central de California.
Gracias a su gran altura y a su ubicación central en Walnut Grove, proporcionan una cobertura de señal de línea de visión directa (LOS) al terreno llano del valle adyacente a más de 100 km al norte (Sacramento) y al sur-sureste (Stockton y Modesto). Las torres también proporcionan una cobertura bastante buena a través del valle hacia el este hasta las estribaciones y montañas de Sierra Nevada, y hacia el oeste hasta partes del este de la bahía de San Francisco (este de los condados de Solano y Contra Costa).
Según el director, la película Fall se basó en esta torre de radio.